# Тета Пегаса
Тета Пегаса (лат. θ Pegasi) — одиночная звезда в созвездии Пегаса, находится в 7.5 градусах к юго-западу от звезды Эниф. Звезда имеет традиционное название Biham /ˈbaɪ.æm/, обозначение Флемстида 26 Пегаса. Звезда видна невооружённым глазом как белая точка видимой звёздной величины +3,52. Звезда расположена на расстоянии 92 световых лет от Солнца (по данным об измеренном тригонометрическом параллаксе), но приближается к нам с лучевой скоростью −8 км/с.
Объект представляет собой звезду главной последовательности спектрального класса A2V. Возраст звезды оценивается в 448 млн лет, при этом объект быстро вращается, проекция скорости вращения равна 136 км/с. Масса превышает солнечную в 2,14 раза, а радиус превышает солнечный в 2,6 раза. Светимость равна 25 светимостям Солнца, эффективная температура внешних слоёв атмосферы составляет 7951 K. Наблюдается некоторый избыток инфракрасного излучения.

## Название
θ Pegasi — обозначение Байера для звезды.
Традиционное название звезды — Biham или Baham, от арабского s’ad al Biham «счастливые звёзды молодых зверей». В 2016 году Международный астрономический союз организовал Рабочую группу по именованию звёзд (Working Group on Star Names, WGSN) для каталогизации и стандартизации названий звёзд. Группа утвердила название Biham для звезды 21 августа 2016 года, это название указано в Каталоге звёзд МАС.
В китайской астрономии название 危宿 (Wēi Sù), означающее вершина крыши, относится к астеризму, состоящему из Теты Пегаса, Альфы Водолея и Эпсилона Пегаса. Собственное название для самой Теты Пегаса — 危宿二 (Wēi Sù èr, вторая звезда вершины крыши).